# Coscinia autumnata
Coscinia autumnata är en fjärilsart som beskrevs av Alexinschi och Dimitriu 1937. Coscinia autumnata ingår i släktet Coscinia och familjen björnspinnare. Inga underarter finns listade i Catalogue of Life.